# Округ Маномен (Минесота)
Маномен (енгл. Mahnomen County) је округ у америчкој савезној држави Минесота.

## Демографија
По попису из 2010. године број становника је 5.413, што је 223 (4,3%) становника више него 2000. године.
| Група             | 2000.         | 2010.         |
| Белци             | 3.252 (62,7%) | 2.698 (49,8%) |
| Афроамериканци    | 7 (0,1%)      | 11 (0,2%)     |
| Азијати           | 3 (0,1%)      | 3 (0,1%)      |
| Хиспаноамериканци | 46 (0,9%)     | 99 (1,8%)     |
| Укупно            | 5.190         | 5.413         |